# 克雷梅尼謝
50°17′35″N 30°28′33″E / 50.29306°N 30.47583°E
克雷梅尼什切（羅馬化：Kremenyshche）是位於烏克蘭北部的村莊，由基辅州奧布希夫區的霍多西夫卡市鎮負責管轄。該村始建於1804年，面積0.79平方公里，海拔高度102米，2001年人口375。